# 野口衣織
野口 衣織（のぐち いおり、2000年4月26日 - ）は、日本のアイドル、声優であり、女性声優アイドルグループ・=LOVEのメンバーである。茨城県出身。代々木アニメーション学院所属。愛称はいおり。

## 略歴
2017年
- 4月19日、指原莉乃がプロデューサーの「代々木アニメーション学院Presents指原莉乃プロデュース声優アイドルオーディション」の二次審査を通過し、SHOWROOMオーディションに進出[2]。
- 4月29日、「代々木アニメーション学院 Presents 指原莉乃プロデュース声優アイドルオーディション」の最終審査が行われ、13名が合格（後に1名辞退）。同時にグループ名が「=LOVE(イコールラブ)」になることが発表[3]。
- 6月14日、「=LOVE」SHOWROOM個人配信開催に伴い、正式メンバーになる[4]。
- 8月5日、「TOKYO IDOL FESTIVAL2017」で初ライブを開催[5]。
- 9月6日、SACRA MUSICよりメジャーデビューシングル「=LOVE」発売[5]。カップリング曲「記憶のどこかで」で諸橋沙夏と共にWセンターを務める。

2018年
- 10月8日、代アニモチーフのアニメ「走り続けてよかったって。」に声優として出演[6]。

2020年
- 4月16日、7月8日発売の7thシングル「CAMEO」のカップリング曲「君と私の歌」のMVが公開、初単独センターを務める[7]。
- 7月29日、齋藤樹愛羅と共に「モンスターコレクト～時空を旅する冒険記～」のアンバサダーに就任[8]。

2021年
- 3月10日、音嶋莉沙と共に「koe」のwebモデルに起用[9]。
- 5月8日、＝LOVE全国ツアー2021「全部、内緒。」茨城公演・昼の部にて、5月12日発売の＝LOVE1stアルバムに収録される初のソロ曲「拝啓 貴方様」を初披露[10]。また同公演・夜の部にて1st写真集「君にしか教えない」を発売することを発表した[11]。
- 7月21日、野口衣織1st写真集「君にしか教えない」を白夜書房より発売[12]。

2022年
- 3月22日、新型コロナウイルスに感染したことが=LOVE公式サイトで発表された[13]。同月30日より活動再開[14]。
- 8月25日、9月28日発売の12thシングル「Be Selfish」のMVが公開、表題曲では初めてセンターを務める[15]。
- 11月18日、YouTubeチャンネル『THE FIRST TAKE』にて佐々木舞香、諸橋沙夏と共に「あの子コンプレックス」を披露した[16]。

2023年
- 9月25日、ZOZOマリンスタジアムで行われた千葉ロッテマリーンズ対福岡ソフトバンクホークス戦にて、始球式（セレモニアルピッチ）を務めた[17]。

## 人物
- 衣織という名前には手先の器用な子になってほしいという思いが込められている[18]。
- 元々アニメが好きだったが、特に2次元が好きになったのは小学校3、4年生のころ。うたの☆プリンスさまっ♪がきっかけ。=LOVEのオーデションを受けた理由の1つに出演している谷山紀章が好きで、出身校の代々木アニメーション学院を調べたときに見つけたことがある[19][20]。
- 歌って踊れるアイドルになろうとしたきっかけはラブライブ!のμ's[20]。ラブライブ！フェスを齋藤樹愛羅とともに見に行き、初めて生でμ'sを見たという[21]。
- ダンスの目標は、踊ってみたの踊り手みうめ[22]。
- 小学校のころはAKB48が好きで、総選挙は板野友美に投票していた[22]。
- 中学時代は陸上部。高校時代はあんさんぶるスターズ!の蓮巳敬人の影響で弓道部に入った[23]。
- キャラクター総選挙でA3!の摂津万里を1位にするために3万円を注ぎ込んだことがある[24]。
- 『僕たちは新作アニメのプロモーション映像を3時間かけて一気観したらどのくらいつづきをみたくなるのだろうか？（略称：つづきみ）』に携わって以降、アニメの作品名や声優、見どころなどをまとめたアニメノートを作っている[25]。

## 出演

### テレビ番組
- ハルカウエノセカイ（2018年6月22日、MX）
- 王様のブランチ（2020年4月18日・25日・5月16日、TBS） - コーナー「語りたいほどマンガ好き」
- 二次元領域拡大通信（2020年5月1日 - 2024年3月1日、BSフジ） - レギュラー出演
- これが定番！世代別ベストアニメ エンタメジェネレーション（2022年2月20日、フジテレビ）[26]
- うたつむぎ（2022年9月4日 - 11日、フジテレビ）
- ランジャタイのがんばれ地上波!（2022年10月5日[27]・12日、テレビ朝日） - 諸橋沙夏と共に。
- オールナイトフジコ（2023年4月15日、フジテレビ） - 佐々木舞香、諸橋沙夏と共に。
- MUSIC VERSE（2023年4月28日 - 2024年6月28日、日本テレビ） - MC・レギュラーメンバー[28]
- るてんのんてる（2023年5月20日・27日、読売テレビ）
- ゲーム真面目さん（2023年8月24日深夜、テレビ東京系列） - 齋藤樹愛羅、佐々木舞香と共に。
- シソンヌ長谷川×○○のキマリ（2023年9月21日、テレビ朝日） - 佐々木舞香と共に。[29]
- 秘密のケンミンSHOW極（2024年7月25日、読売テレビ・日本テレビ）- 山本杏奈と共に。
- 夜な夜なプロジェクト（2024年8月2日 - 、BSフジ）
- ハマダ歌謡祭☆オオカミ少年（2024年11月1日、TBS）[30]
- 芸能人が本気で考えた！ドッキリGP（2024年12月28日、フジテレビ） - 髙松瞳、諸橋沙夏と共に。[31]
- 突然ですが占ってもいいですか?（2025年1月19日、フジテレビ） - 佐々木舞香と共に。[32]
- それSnow Manにやらせて下さい（TBS）
  - 2025年3月14日 - 踊れる最強俳優チームとして。[33]
  - 2025年8月1日 - J-POPダンス連合チームとして。[34]

### WEB番組
- つづきみ（ニコニコ生放送）[35]
  - 第7回（2018年3月30日） - 特別司会
  - 第8回（2018年6月27日） - コメンテーター
  - 第9回（2018年9月26日） - コメンテーター
  - 第10回（2018年12月30日） - コメンテーター
  - 第11回（2019年3月22日） - コメンテーター
  - 第12回（2019年6月28日） - コメンテーター
  - 第14回（2019年12月30日） - コメンテーター
  - 第15回（2020年3月28日） - コメンテーター
  - 第16回（2020年6月24日） - コメンテーター
- マヂラブのマヂでラブになるTV（2024年3月23日 - 、AT-DX） - MC[36]

過去のレギュラー番組
- =LOVE 佐々木舞香・野口衣織の推しをあつめて（2021年4月3日 - 2022年3月26日[注 1]、超!A&G+）

### テレビドラマ
- もしも、この気持ちを恋と呼ぶなら…。（2022年9月24日、ABCテレビ） - 鈴野日南 役[39]
- DIY!! -どぅー・いっと・ゆあせるふ-（2023年7月5日 - 8月30日、毎日放送・TBS） - 須理出未来 役[40]

### テレビアニメ
2018年
- 闇芝居
- 走り続けてよかったって。（大森千歌子）

2022年
- シャインポスト（兎塚七海）

2023年
- ななし怪談 2nd Season（ななし友達、ななし、	悪裏琉少女）

2024年
- ななし怪談 3rd Season（ななし、悪裏琉少女）
- 齢5000年の草食ドラゴン、いわれなき邪竜認定 season2（ロゼッタ）
- 魔王様、リトライ!R（イーグル）

2025年
- クラスの大嫌いな女子と結婚することになった。（奥山梨央）
- 阿波連さんははかれない season2（新垣）

### 劇場アニメ
- サンタ・カンパニー ～クリスマスの秘密～（2019年、オネエ天使[49]）

### Webアニメ
- 「駅メモ!」ショートアニメ（2018年、為栗メロ[50]）

### ゲーム
2017年
- ステーションメモリーズ!（2017年 - 2020年、為栗メロ〈初代〉）

2018年
- ガールズビートステージ!
- Friday the 13th: The Game（ヴァネッサ・ジョーンズ）
- ヘルプ!!!恋が丘学園おたすけ部（いちか）

2019年
- モンスターコレクト（狂炎 マッチ売りの少女）
- ゆめいろファンタジーラテール（シャオ）

2020年
- メギド72（2020年 - 2023年、ネフィリム）
- けものフレンズ3（チンチラ）

2025年
- シャインポスト Be Your アイドル!（兎塚七海）

### 舞台
- あにてれ×=LOVE ステージプロジェクト
  - けものフレンズ（2018年2月15日 - 18日、AiiA Theater Tokyo） - オーロックス 役[58]
  - ガールフレンド（仮）（2018年7月16日 - 22日、品川プリンスホテル クラブeX） - 風町陽歌 役[59]
- 舞台「フルーツバスケット 2nd season」（2023年10月6日 - 15日、大手町三井ホール） - 草摩依鈴 役[60]

### イベント
- RAGE 2019 Spring（2019年3月17日、幕張メッセ 2ホール） - 齋藤樹愛羅と共に。[61]
- BSフジ「二次元領域拡大通信」公開収録
  - 第一回（2023年6月20日[62] → 2023年7月9日[63]、フジテレビ本社1F マルチシアター）
  - 第二回（2024年1月29日）
- StarryCube ANIME FES powered by 早稲田大学アニメ声優会（2024年11月2日、早稲田大学早稲田キャンパス）[64][65]
- まって、ムリ！Fes 〜二次通 from 夜な夜なプロジェクト〜」公開収録
  - Vol.1（2024年11月14日、全電通ホール）[66]
  - Vol.2（2025年6月22日、浜離宮朝日ホール）[67]
- KANSAI COLLECTION 2025 SPRING & SUMMER（2025年3月5日、京セラドーム大阪） - 大谷映美里、齋藤樹愛羅、髙松瞳と共に。[68]
- マヂラブTV Fes 2025～勢いで企画書出したらイベントが決まった件～（2025年5月11日、江東区文化センター ホール） - 体調不良のため、アニソン歌唱からアニソンダンスへ企画が変更となった[69]。

### CM
- 代々木アニメーション学院

### スチール・広告
- koe（ストライプインターナショナル、Webモデル） - 音嶋莉沙と共に。
  - spring collection（2021年）
  - early summer collection（2021年）
  - Autumn collection vol.3（2021年）
  - winter collection vol.4（2021年）
- tocco closet 「2024 AW collection - tocco closet」（株式会社PETTERS、モデル） - 髙松瞳と共に。

### 連載コラム
- いおはにほへと。～神アニメ×神セリフ＝♡～（2021年10月23日 - 2024年3月29日、WEBザテレビジョン）[70]

## ディスコグラフィ

### キャラクターソング
| 発売日        | 商品名              | 歌  | 楽曲                    | 備考                                             |
| ------------- | ------------------- | --- | ----------------------- | ------------------------------------------------ |
| 2022年9月19日 | FiRST STEP          | FFF | 「FiRST STEP」          | 『シャインポスト』関連曲                         |
| 2025年4月18日 | ボーダーライト      | FFF | 「ボーダーライト」      | ゲーム『シャインポスト Be Your アイドル!』関連曲 |
| 2025年5月9日  | 0 to Infinity       | FFF | 「0 to Infinity」       | ゲーム『シャインポスト Be Your アイドル!』関連曲 |
| 2025年5月30日 | ACROSS THE UNIVERSE | FFF | 「ACROSS THE UNIVERSE」 | ゲーム『シャインポスト Be Your アイドル!』関連曲 |

## 書籍

### 写真集
- 野口衣織ファースト写真集「君にしか教えない」（2021年7月21日、白夜書房、撮影：オノツトム）[71]ISBN 978-4864943352

### 書籍
- 「いおはにほへと。～ 神アニメ×神セリフ＝♡ ～」（2024年6月5日、KADOKAWA）[72]

### 雑誌
- 週刊プレイボーイ（集英社）
  - 2017年38号（2017年9月2日） - 大谷映美里、髙松瞳と共に。
  - 2022年38号（2022年9月5日） - 表紙＆巻頭グラビア[73]
- アップトゥボーイ（ワニブックス）
  - 2017年11月号（2017年9月23日） - 大谷映美里、髙松瞳と共に。
  - 2019年12月号（2019年10月23日）
  - 2021年10月号（2021年8月23日）
- 声優パラダイスR（秋田書店）
  - vol.21（2017年11月15日） - 佐々木舞香と共に。
  - vol.33（2019年11月19日）
  - vol.35（2020年3月27日）
  - vol.38（2020年9月30日） - 大谷映美里、齋藤樹愛羅、齊藤なぎさ、佐々木舞香、諸橋沙夏と共に。
  - vol.42（2021年5月31日） - 大場花菜、音嶋莉沙、齋藤樹愛羅、佐々木舞香と共に。
- 週刊ヤングジャンプ（集英社）
  - 2018年28号（2018年6月14日）[74]
  - 2021年11号（2021年5月11日）[75]
- OVERTURE No.016（2018年9月28日、徳間書店） - 大谷映美里、佐竹のん乃、髙松瞳、山本杏奈と共に。
- Top Yell NEO（竹書房）
  - 2018 AUTUMN（2018年9月29日） - 山本杏奈と共に。
  - 2019 SPRING（2019年3月26日） - 髙松瞳と共に。
  - 2021 SUMMER（2021年6月30日）
  - 2022 AUTUMN（2022年9月28日）
- bis 2018年11月号（2018年10月1日、光文社）[76]
- BOMB（ワン・パブリッシング）
  - 2018年11月号（2018年10月9日） - 大谷映美里と共に。
  - 2020年5月号（2020年4月9日）
  - 2023年3月号（2023年2月9日）
- IDOL AND READ 017（2018年12月25日、シンコーミュージック・エンタテイメント）
- HaaaaaN（HUSTLE PRESS）
  - Procyon（2019年1月23日）
  - Deneb（2019年8月21日）
- BUBKA（白夜書房）
  - 2019年6月号（2019年4月30日）
  - 2019年12月号（2019年10月31日）
  - 2020年6月号（2020年4月30日） - 大谷映美里、齊藤なぎさ、佐々木舞香と共に。
  - 2020年10月号（2020年8月31日）
  - 2021年1月号（2020年11月30日） - 佐々木舞香と共に。[77]
  - 2021年10月号（2021年8月31日）
  - 2022年1月号（2021年11月30日）[78]
  - 2023年3月号（2023年1月31日）
  - 2023年11月号（2023年9月29日） - 大谷映美里、齋藤樹愛羅、佐々木舞香と共に。
  - 2024年7月号（2024年5月31日）[79]
- ENTAME（徳間書店）
  - 2019年9月号（2019年7月30日） - 齊藤なぎさ、髙松瞳と共に≠ME鈴木瞳美、谷崎早耶、冨田菜々風との姉妹グループ対談。
  - 2022年2月号（2021年12月28日） - 佐々木舞香、髙松瞳と共に。
  - 2023年5月号（2023年3月30日） - 大谷映美里、齋藤樹愛羅、佐々木舞香、諸橋沙夏と共に。
- =PRESS（HUSTLE PRESS）
  - 2019 SEPTEMBER（2019年9月号）
  - 2020 APRIL（2020年4月号）
- ガールズゲーマー”PARTY”（2019年9月13日、白夜書房）
- 別冊カドカワ Scene 02（2019年10月29日、KADOKAWA） - 佐々木舞香と共に。
- EX大衆（双葉社）
  - 2019年12月号（2019年11月15日） - 諸橋沙夏と共に。
  - 2020年8月号（2020年7月15日）
  - 2021年6月号（2021年5月14日） - 佐々木舞香と共に。
  - 2022年11月号（2022年10月16日）
  - 2023年8月号（2023年7月14日）
- BRODY（白夜書房）
  - 2020年8月号（2020年6月23日）
  - 2021年8月号（2021年6月23日）
  - 2021年10月号（2021年8月23日）
  - 2022年2月号（2021年12月23日）
  - 2023年10月号（2023年8月23日） - 佐々木舞香と共に。
  - 2024年10月号（2024年8月23日）
  - 2024年10月増刊（2024年8月23日）[80]
- CM NOW vol.210（2021年4月9日、玄光社） - 大谷映美里と共に。[81]
- IDOL BEAUTY BOOK（主婦の友社）
  - season2（2021年4月13日） - 大場花菜、齊藤なぎさと共に。
  - season3（2022年12月13日） - 大谷映美里、諸橋沙夏と共に。
- BIG ONE GIRLS（近代映画社）
  - GW増刊「BIG ONE GIRLS Graph No.2」（2021年5月7日）
  - 2021年9月号（2021年7月30日） - 音嶋莉沙、髙松瞳と共に。
  - 2022年11月号（2022年9月30日） - 大谷映美里、佐々木舞香、髙松瞳と共に。
- ヤングチャンピオン 2021年No.11（2021年5月11日、秋田書店） - 大谷映美里、齊藤なぎさ、佐々木舞香、髙松瞳と共に。
- TV LIFE（ワン・パブリッシング）
  - 2021年9月3日号（2021年8月18日） - 大谷映美里、音嶋莉沙、髙松瞳と共に。
  - 2022年5月27日号（2022年5月11日） - 大谷映美里、佐々木舞香、髙松瞳、諸橋沙夏と共に。
- CanCam 2021年12月号（2021年10月22日、小学館） - 音嶋莉沙、齊藤なぎさ、髙松瞳と共に。
- VDC Magazine 021（2021年12月3日、VDC事務局） - 大谷映美里、音嶋莉沙、佐々木舞香と共に。
- 週刊少年チャンピオン 2023年新年6号（2023年1月4日、秋田書店） - 大谷映美里、佐々木舞香、山本杏奈と共に。
- blt graph. vol.88（2023年4月3日、東京ニュース通信社）[82]
- 7ぴあ 2023年5月号（2023年5月1日、株式会社セブン-イレブン・ジャパン） - 大場花菜、瀧脇笙古と共に。